# Peter Jánošík
Peter Jánošík (ur. 2 stycznia 1988 w Dubnicy nad Váhom) – słowacki piłkarz, występujący na pozycji obrońcy. Od 2018 roku zawodnik FC ŠTK 1914 Šamorín.

## Kariera
Grał w juniorach ZŤS Dubnica. W 2007 roku awansował do seniorów tego klubu, i grał w nim do 2009 roku, z wyjątkiem półrocznego epizodu w Dukli Bańska Bystrzyca. W 2010 roku przeszedł do Slovana Bratysława. Z klubem tym zdobył dwukrotnie Puchar Słowacji (2010, 2011), a raz – mistrzostwo kraju. W sezonie 2012/2013 grał w czeskim FC Hradec Králové. W rundzie wiosennej sezonu 2013/2014 był piłkarzem MFK Dubnica, a następnie – Spartaku Myjava. W marcu 2016 roku został zawodnikiem Polonii Bytom.
Występował w reprezentacja Słowacji U-21.

## Statystyki ligowe
| Sezon         | Klub                   | Liga      | Mecze | Gole |
| ------------- | ---------------------- | --------- | ----- | ---- |
| 2007/2008 (j) | ZŤS Dubnica            | Superliga | 1     | 0    |
| 2007/2008 (w) | Dukla Bańska Bystrzyca | Superliga | 1     | 0    |
| 2008/2009     | MFK Dubnica            | Superliga | 27    | 2    |
| 2009/2010 (j) | MFK Dubnica            | Superliga | 17    | 1    |
| 2009/2010 (w) | Slovan Bratysława      | Superliga | 3     | 0    |
| 2010/2011     | Slovan Bratysława      | Superliga | 16    | 1    |
| 2011/2012     | Slovan Bratysława      | 1. Liga   | 14    | 0    |
| 2012/2013     | FC Hradec Králové      | 1. liga   | 16    | 0    |
| 2013/2014 (w) | MFK Dubnica            | 2. Liga   | 9     | 1    |
| 2014/2015     | Spartak Myjava         | 1. Liga   | 31    | 1    |
| 2015/2016 (j) | Spartak Myjava         | 1. Liga   | 14    | 0    |
| 2015/2016 (w) | Polonia Bytom          | II liga   | 9     | 1    |